# Wentworth Shire Council
Wentworth Shire Council is een Local Government Area (LGA) in de Australische deelstaat New South Wales.